# Клајпедска арена
Клајпедска арена (литв. Klaipėdos arena) је универзална арена у граду Клајпеда, Литванија, која је тренутно у изради. Капацитет арене која има облик катамарана ће бити 5.486 седишта за кошаркашке утакмице, a 7.450 седишта за концерте.
Планирано је да се у Клајпедској арени одрже мечеви групе Д на 37. Европском првенству у кошарци које се 2011. године одржава у Литванији.